# Javier Moreno Luzón
Javier Moreno Luzón (né en 1967) est un historien espagnol, professeur d'histoire des idées et des mouvements sociaux et politiques à l'université complutense de Madrid. Il est spécialiste de l'histoire politique de la Restauration en Espagne.

## Biographie
Né en 1967 à Hellín, dans la  province d'Albacete, il obtient un doctorat en histoire de l'université complutense de Madrid (UCM) avec une thèse présentée en 1996, consacrée au comte de Romanones et intitulée El conde de Romanones. Caciquismo y política de clientelas en la España de la Restauración et supervisé par Santos Juliá,. Il a été enseignant et chercheur à l'université nationale d'enseignement à distance (UNED), à l'université de Harvard, à l'École des hautes études en sciences sociales et à la London School of Economics and Political Science . Il a également été directeur adjoint du Centro de Estudios Políticos y Constitucionales (CEPC)., Professeur à l'UCM depuis 1997, Moreno Luzón a été nommé titulaire d'une chaire d'histoire de la pensée et des mouvements sociaux et politiques en 2012.

## Œuvres
Auteur
- Javier Moreno Luzón, Romanones. Caciquismo y política liberal, Madrid, Alianza Editorial, 1998[5]
- Javier Moreno Luzón, Modernizing the Nation: Spain during the Reign of Alfonso XIII, 1902–1931, Brighton, Sussex Academic Press, 2012[6]

Coauteur
- Eduardo González Calleja et Javier Moreno Luzón, Elecciones y parlamentarios: dos siglos de historia en Castilla-La Mancha, Toledo, Servicio de Publicaciones de la Junta de Castilla-La Mancha, 1993[7]
- Javier Moreno Luzón et Ramón Villares, Restauración y dictadura, Barcelona–Madrid, Crítica/Marcial Pons[8]
- Javier Moreno Luzón et Xosé M. Núñez Seixas, Los colores de la patria. Símbolos nacionales en la España contemporánea, Madrid, Tecnos, 2017[9]

Coordinateur/éditeur
- Alfonso XIII. Un político en el trono, Madrid, Marcial Pons, 2003[10]
- La Constitución de Cádiz: Historiografía y conmemoración. Homenaje a Francisco Tomás y Valiente, Madrid, Centro de Estudios Políticos y Constitucionales, 2006
- Construir España: nacionalismo español y procesos de nacionalización, Centro de Estudios Políticos y Constitucionales, 2007
- J. Moreno Luzón (ed.), Izquierdas y nacionalismos en la España contemporánea, Madrid, Fundación Pablo Iglesias, 2011[11]
- Ser españoles. Imaginarios nacionalistas en el siglo XX, Barcelona, RBA, 2013[12]
- Pueblo y nación. Homenaje a José Álvarez Junco, Madrid, Taurus, 2013[13]
- Reformismo liberal: La Institución Libre de Enseñanza y la política española, vol. I, Madrid, Fundación Francisco Giner de los Ríos/Institución Libre de Enseñanza/Acción Cultural Española, coll. « La Institución Libre de Enseñanza y Francisco Giner de los Ríos: nuevas perspectivas », 2013[14]
- De las urnas al hemiciclo. Elecciones y parlamentarismo en la Península Ibérica (1875-1926), Madrid, Marcial Pons Historia, 2015[15]